# Бурина, Татьяна Ивановна
Татья́на Ива́новна Бу́рина (родилась 20 марта 1980 в Новосибирске) — российская хоккеистка, нападающая клуба "Бирюса" ("Локомотив"), СКИФ, «Торнадо» и женской сборной России. Участница четырёх зимних Олимпиад (2002, 2006, 2010, 2014) и десяти чемпионатов мира, бронзовый призёр чемпионатов мира 2001, 2013 и 2016 годов.

## Биография
Татьяна начала заниматься хоккеем в Новосибирске, выступала регулярно в мужских командах на турнирах «Золотая шайба», однако, поскольку женский хоккей в Новосибирске был не развит, уехала в Красноярск, где с 1995 года играла в составе местного «Локомотива». С 1999 года вызывается в сборную России, в 2000 году получила приз лучшей нападающей чемпионата России. С 2000 по 2003 году играла в московском СКИФе. В 2003 году перешла в только что созданную команду «Торнадо» из подмосковного Дмитрова, в которой выступает и сейчас.

## Дисквалификация
22 декабря 2017 года решением Международного олимпийского комитета за нарушение антидопинговых правил аннулированы результаты полученные на  Олимпийских игр 2014 года в Сочи и пожизненно отстранена от участия в Олимпийских играх.

## Достижения
- Бронзовый призёр чемпионатов мира: 2001, 2013, 2016
- Чемпионат России:
  - Чемпионка: 2001, 2002, 2003, 2006, 2007, 2009, 2011, 2012, 2013
  - Серебряный призёр: 2004, 2005, 2008, 2010
  - Бронзовый призёр: 1999, 2000